# توماسو مارتینلی
توماسو مارتینلی (انگلیسی: Tommaso Martinelli؛ زادهٔ ۶ ژانویهٔ ۲۰۰۶) بازیکن فوتبال اهل ایتالیا است که در حال حاضر برای باشگاه فوتبال فیورنتینا بازی می‌کند. 
وی همچنین در تیم‌های ملی فوتبال زیر ۱۶ سال ایتالیا، زیر ۱۷ سال ایتالیا و زیر ۱۸ سال ایتالیا بازی کرده است.